# Erich E. Geissler
Erich Eduard Geissler, auch Geißler (* 13. September 1928 in Obergeorgenthal, Tschechoslowakei; † 22. Februar 2018 in Leipzig), war ein deutscher Erziehungswissenschaftler und Bildungstheoretiker.

## Biographie
Geissler erhielt seine akademische Ausbildung ab 1949 am Pädagogischen Institut Darmstadt. Während seiner Zeit als Lehrer in Frankfurt (ab 1952) studierte er an der Universität Frankfurt Pädagogik, Philosophie, Politologie und Psychologie. Nach seiner Promotion im Jahr 1961 wurde er Assistent am Pädagogischen Seminar der Goethe-Universität Frankfurt am Main. Dort habilitierte er sich und erhielt 1965 eine Professur für Systematische und Historische Pädagogik an der Pädagogischen Hochschule in Landau in der Pfalz. 1968 nahm er einen Ruf auf die ordentliche Professur für Allgemeine Pädagogik an der Pädagogischen Hochschule Berlin an. Gleichzeitig wurde er Honorarprofessor an der Freien Universität Berlin. Die Berufung an die Rheinische Friedrich-Wilhelms-Universität Bonn erfolgte im Jahr 1970. Dort wurde er Direktor des Instituts für Erziehungswissenschaft. Neben schulpädagogischen, bildungstheoretischen und bildungspolitischen Fragen bearbeitete er auch Probleme der Fachdidaktik des Unterrichtsfachs Pädagogik (siehe Pädagogikunterricht). Von 1991 bis 1994 bekleidete er eine Gastprofessur an der Universität Leipzig und wirkte als Gründungsdekan der Erziehungswissenschaftlichen Fakultät dieser Hochschule.

## Geisslers Arbeiten zur Fachdidaktik des Pädagogikunterrichts
E.E. Geissler hat in den 1970er Jahren Vorlesungen, Seminare und Oberseminare zum Thema „Pädagogik als Lehrfach“ gehalten. Vieles deutet darauf hin, dass die beiden von ihm nicht in Buchform veröffentlichten Manuskripte zwischen 1973 und 1975 entstanden und Studierenden als Arbeitsgrundlage für die Lehrveranstaltungen an die Hand gegeben werden sollten. 2013 hat Eckehardt Knöpfel die Manuskripte mit Genehmigung des Autors in Buchform herausgegeben.
Geissler begründete seine Schultheorie konsequent bildungstheoretisch. Diese schulpädagogische Grundlegung überträgt er auch in den didaktischen und fachdidaktischen Bereich. Geisslers Fachdidaktik für den Pädagogikunterricht ist prinzipiell edukational. Dabei wird Bildung – sowohl schulpädagogisch, als auch allgemein-didaktisch, als auch fachdidaktisch – als Subjektwerdung des Menschgeborenen mit dem erklärten Ziel der Generierung eines mündigen Selbst- und Weltverständnisses verstanden; bei der Begriffsfindung von Bildung knüpft Geissler an die neuhumanistische Tradition an und modifiziert diese in dreifacher Weise:
- Als Verhältnis des einzelnen, des Subjekts, des Gebildeten zur Gesellschaft „unter der Perspektive von Anpassung und Widerstand“,
- als Verhältnis des einzelnen zur Gesellschaft unter der Perspektive von Engagement und Mitbestimmung (weniger verstanden als Einmischung, denn als sozialer Teilhabe) und drittens
- umfasst „Bildung das Verhältnis des einzelnen zu den Bedingungen seiner Individualität und Personalität unter der Perspektive von Reflexion und Verantwortung.“

Der Bildungsbegriff wird von Geißler aufs engste mit der fachdidaktischen Konstitution des Pädagogikunterrichts verknüpft; zunächst jedoch gilt Bildungsgenerierung als Basis in allgemeindidaktischer Weise, unabdingbar und notwendig für alle Lehrerinnen und systemisch gedacht auch für alle Schulen. In einem zweiten Schritt wird der Bildungsbegriff auch zum Bildungsinhalt für den Pädagogikunterricht; und zuletzt – und das macht die Einzigartigkeit seiner Fachdidaktik aus – wird die Beschäftigung mit dem Bildungsbegriff unmittelbar bedeutsam für die Schüler, weil die bewusste Auseinandersetzung mit den Bildungsinhalten der einzelnen Fächer bildungsfinalisierende Kräfte im Subjekt bewirkt.
Geissler fasst das folgendermaßen zusammen: „Hat das Fach Pädagogik unter dem ersten Gesichtspunkt betrachtet die Aufgabe, zusammenzufassen, was in verschiedenen Fächern verstreut an Einzelaspekten zum Thema Bildung zu finden ist, so erhält das Fach unter dem zweiten Gesichtspunkt betrachtet eine besondere subsidiäre Aufgabe: im letzten Teil des gesamten Bildungsganges, dessen besondere pädagogische Aufgabe gezielte Überleitung von Fremd- zu Selbstbildung sein muß, sollen über gezielte Problematisierungen geeignete Interessen und Motivationen entwickelt werden, die der jetzt beginnenden Selbstbildung Fundament und Richtung geben können. Dabei ist insbesondere die allgemeine Bedeutung von Bildung für die eigene Persongenese zu verdeutlichen.“
Damit unterscheiden sich Geisslers Intentionen deutlich von denen anderer fachdidaktischer Positionen für den Pädagogikunterricht. Er rückt den Pädagogikunterricht aus dem peripheren Bereich der Unterrichtsfächer ins Zentrum schulischen Geschehens und  weist ihm einen bevorzugten Platz im Kanon zu.

## Werke
- E. E. Geißler: Analyse des Unterrichts. Bochum 1973.
- E. E. Geißler: Pädagogik als Lehrfach. unveröffentlichtes maschinenschriftliches Manuskript. Bonn,  ohne Jahr
- E. E. Geissler: Pädagogik als Lehrfach. Handbuch zur didaktischen Analyse des Faches, seiner Lernziele und Inhalte. Maschinenschriftliches Manuskript. Bonn, ohne Jahr
- E. E. Geißler: Allgemeinbildung in einer freien Gesellschaft: Standpunkte, Konzepte, Ideen, Kritik. Düsseldorf 1977.
- E. E. Geißler: Allgemeinbildung in der freien Gesellschaft. In: Philologen-Verband Nordrhein-Westfalen (Hrsg.): 29. Gemener Kongress. Gymnasium in der Reform. Bottrop 1977, S. 23–46.
- E. E. Geißler: Die Schule und ihr Auftrag. In: E. Röper: Die Schule und ihr Auftrag. Dokumentation einer wissenschaftlichen Fachtagung der Hermann-Ehlers-Stiftung. Mainz 1979, S. 11–42.
- E. E. Geißler: Bildungstheoretische Legitimation des Pädagogikunterrichts. In: K. Beyer: Grundlagen der Fachdidaktik Pädagogik. Studientexte zum fachdidaktischen Anteil der Lehrerbildung im Fach Pädagogik. (= Didactica Nova. Band 8). Hohengehren 2000, S. 27–33.
- E. E. Geißler: Allgemeine Didaktik. Grundlegung eines erziehenden Unterrichts. 2. Auflage. Stuttgart 1983.
- E. E. Geißler: Erziehungsmittel. 6. Auflage. Bad Heilbrunn 1983.
- E. E. Geißler: Die Schule. Theorien, Modelle, Kritik. Stuttgart 1984.
- E. E. Geißler: Die Erziehung. Ihre Bedeutung, ihre Grundlagen und ihre Mittel. Ein Lehrbuch. Würzburg 2006.
- E. E. Geißler: Zum gegenwärtigen Streit um Bildung. Bonn 2010.
- E. E. Geißler: „Kompetenz“ und „Schlüsselqualifikation“. Bonn 2010.
- E. E. Geißler: Reflexion und Bildung. Studien zur Bildungskonzeption Theodor Litts. Bonn 2010.
- E. E. Geißler: Theodor Litt: Was den Menschen zum Menschen macht. Würzburg 2011.